# Grupp 3 i världsmästerskapet i fotboll 1970
Matcherna i Grupp 3 i världsmästerskapet i fotboll 1970 pågick från 2 juni till 11 juni. Brasilien och England lyckades kvalificera sig till turneringen andra omgång.

## Tabell
| Nr | Lag             | S | V | O | F | GM | IM | MS | P |
| -- | --------------- | - | - | - | - | -- | -- | -- | - |
| 1  | Brasilien       | 3 | 3 | 0 | 0 | 8  | 3  | +5 | 6 |
| 2  | England         | 3 | 2 | 0 | 1 | 2  | 1  | +1 | 4 |
| 3  | Rumänien        | 3 | 1 | 0 | 2 | 4  | 5  | −1 | 2 |
| 4  | Tjeckoslovakien | 3 | 0 | 0 | 3 | 2  | 7  | −5 | 0 |

## Matcher
Tiderna för matchstart är lokala (Central Standard Time)

### England mot Rumänien
| 3 | 2 juni 1970 16:00 UTC−6 | Estadio Jalisco000 Guadalajara000 |

| England | England         | 1 – 0           | Rumänien | Rumänien |
| England | Geoff Hurst 65′ | (0 – 0) Rapport |          | Rumänien |
|         |                 |                 |          |          |

|  |  |  |

| Domare: Vital Loraux (Belgien) | Publik: 50 560 |  |

### Brasilien mot Tjeckoslovakien
| 7 | 3 juni 1970 16:00 UTC−6 | Estadio Jalisco000 Guadalajara000 |

| Brasilien | Brasilien                                 | 4 – 1           | Tjeckoslovakien     | Tjeckoslovakien |
| Brasilien | Rivellino 24′ Pelé 59′ Jairzinho 61′, 83′ | (1 – 1) Rapport | 11′ Ladislav Petráš | Tjeckoslovakien |
|           |                                           |                 |                     |                 |

|  |  |  |

| Domare: Ramón Barreto (Uruguay) | Publik: 52 897 |  |

### Rumänien mot Tjeckoslovakien
| 11 | 6 juni 1970 16:00 UTC−6 | Estadio Jalisco000 Guadalajara000 |

| Rumänien | Rumänien                                         | 2 – 1           | Tjeckoslovakien    | Tjeckoslovakien |
| Rumänien | Alexandru Neagu 52′ Florea Dumitrache 75′ (str.) | (0 – 1) Rapport | 5′ Ladislav Petráš | Tjeckoslovakien |
|          |                                                  |                 |                    |                 |

|  |  |  |

| Domare: Diego De Leo (Mexiko) | Publik: 56 818 |  |

### Brasilien mot England
| 15 | 7 juni 1970 12:00 UTC−6 | Estadio Jalisco000 Guadalajara000 |

| Brasilien | Brasilien     | 1 – 0           | England | England |
| Brasilien | Jairzinho 59′ | (0 – 0) Rapport |         | England |
|           |               |                 |         |         |

|  |  |  |

| Domare: Abraham Klein (Israel) | Publik: 66 843 |  |

### Brasilien mot Rumänien
| 19 | 10 juni 1970 16:00 UTC−6 | Estadio Jalisco000 Guadalajara000 |

| Brasilien | Brasilien                   | 3 – 2           | Rumänien                                      | Rumänien |
| Brasilien | Pelé 19′, 67′ Jairzinho 22′ | (2 – 1) Rapport | 34′ Florea Dumitrache 84′ Emerich Dembrovschi | Rumänien |
|           |                             |                 |                                               |          |

|  |  |  |

| Domare: Ferdinand Marschall (Österrike) | Publik: 50 804 |  |

### England mot Tjeckoslovakien
| 23 | 11 juni 1970 16:00 UTC−6 | Estadio Jalisco000 Guadalajara000 |

| England | England                 | 1 – 0           | Tjeckoslovakien | Tjeckoslovakien |
| England | Allan Clarke 50′ (str.) | (0 – 0) Rapport |                 | Tjeckoslovakien |
|         |                         |                 |                 |                 |

|  |  |  |

| Domare: Roger Machin (Frankrike) | Publik: 49 292 |  |